# Bilwisheim
Bilwisheim es una localidad y comuna francesa, situada en el departamento del  Bajo Rin en la región de Alsacia.

## Demografía
| 217 | 216 | 250 | 284 | 332 | 387 |
| Para los censos de 1962 a 1999 la población legal corresponde a la población sin duplicidades (Fuente: INSEE [Consultar]) |     |     |     |     |     |